# Laheda kommun
Laheda vald är en kommun i Estland.   Den ligger i landskapet Põlvamaa, i den sydöstra delen av landet, 210 km sydost om huvudstaden Tallinn. Antalet invånare är 1 355. Arean är 91 kvadratkilometer.
Terrängen i Laheda vald är platt.
Följande samhällen finns i Laheda vald:
- Tilsi
- Vardja
- Suurküla
- Vana-Koiola
- Himma